# Samo ku waar
Samo ku waar (Arabisch: حياة طويلة مع السلام, Nederlands: Lang leven met vrede) is het volkslied van Somaliland, een zelfverklaarde republiek die internationaal wordt erkend als een autonome regio van Somalië.

## Geschiedenis
Het volkslied is geschreven en gecomponeerd door Hassan Sheikh Mumin, een beroemde Somalische toneelschrijver en componist. Het volkslied werd in 1997 aangenomen en wordt in het Somalisch gezongen.

## Songtekst

### Somalisch
Samo ku waar, samo ku waar
Samo ku waar, samo ku waar
Sarreeye calanka sudhan Bilay dhulkiisa
Samo ku waar Iyo bogaadin sugan
Hambalyo suubban kugu salaannee
Saamo ku waar
Hambalyo suubban kugu salaannee
Saamo ku waar
Geesiyaashii naftooda u sadqeeyay
Qarannimada Soomaaliland
Geesiyaashii naftooda u sadqeeyay :Qarannimada Soomaaliland
Xuskooda dhowrsan kugu salaannee
samo ku waar
Xuskooda dhowrsan kugu salaannee
samo ku waar
Guulside xambaarsan
Soo noqoshadiisa
Guulside xanbaarsan
Soo noqoshadiisa
Kalsooniduu mutaystayee dastuurka
Dastuurka ku salaan kugu salaanay
Midnimo walaalnimo Goobanimo
Midnimo walaalnimo Goobanimo
Islaanimo kugu salaanee samow samidiyo
Islaanimo kugu salaanee samow samidiyo
Samo ku waar samo ku waar Soomaaliland
Samo ku waar samo ku waar Soomaaliland
Samo ku waar samo ku waar Soomaaliland
Samo ku waar samo ku waar Soomaaliland

### Arabisch
حياة طويلة مع السلام, حياة طويلة مع السلام
حياة طويلة مع السلام, حياة طويلة مع السلام
إلى العلم العالي
يجلب الجمال لأرضنا حياة طويلة مع السلام
،والإعجاب
نحييكم بفرح
حياة طويلة مع السلام نحييكم بفرح حياة طويلة مع السلام
الأبطال الذين ضحوا بحياتهم
لأمة أرض الصومال الأبطال الذين ضحوا بحياتهم لأمة أرض الصومال
نحييكم مع الذاكرة
حياة طويلة مع السلام نحييكم مع الذاكرة حياة طويلة مع السلام
وعودة حامل النجاح
وعودة حامل النجاح
لرمز النهضة
للدستور الموثوق
نحييكم بالوحدة الاخوان
نحييكم بالوحدة الاخوان
السيادة والإسلام
السيادة والإسلام
حياة طويلة مع السلام، حياة طويلة مع السلام، أرض الصومال
حياة طويلة مع السلام، حياة طويلة مع السلام، أرض الصومال
حياة طويلة مع السلام، حياة طويلة مع السلام، أرض الصومال
حياة طويلة مع السلام، حياة طويلة مع السلام، أرض الصومال

### Nederlandse vertaling
Een lang leven met vrede, een lang leven met vrede
Een lang leven met vrede, een lang leven met vrede
Een lang leven met vrede, een lang leven met vrede
Naar de hoogvliegende vlag
Dat brengt schoonheid in ons land
Een lang leven met rust
En bewondering
We begroeten je met vreugde,
Een lang leven met rust
We begroeten je met vreugde,
Een lang leven met rust
De helden die hun leven hebben opgeofferd
Voor de natie van Somaliland
De helden die hun leven hebben opgeofferd
Voor de natie van Somaliland
We begroeten je met de herinnering
Een lang leven met rust
We begroeten je met de herinnering
Een lang leven met rust
En de terugkeer van succesdrager
En de terugkeer van succesdrager
Voor het symbool van wedergeboorte
Voor de vertrouwde grondwet
Wij begroeten u met eenheid, Broederschap
Wij begroeten u met eenheid, Broederschap
Soevereiniteit en moslimschap
Soevereiniteit en moslimschap
Lang leven met vrede, lang leven met vrede Somaliland
Lang leven met vrede, lang leven met vrede Somaliland
Lang leven met vrede, lang leven met vrede Somaliland
Lang leven met vrede, lang leven met vrede Somaliland
Onafhankelijke staten: Algerije · Angola · Benin · Botswana · Burkina Faso · Burundi · Centraal-Afrikaanse Republiek · Comoren · Congo-Brazzaville · Congo-Kinshasa · Djibouti · Egypte · Equatoriaal-Guinea · Eritrea · Ethiopië · Gabon · Gambia · Ghana · Guinee · Guinee-Bissau · Ivoorkust · Kaapverdië · Kameroen · Kenia · Lesotho · Liberia · Libië · Madagaskar · Malawi · Mali · Marokko · Mauritanië · Mauritius · Marokko · Mozambique · Namibië · Niger · Nigeria · Oeganda · Rwanda · Sao Tomé en Principe · Senegal · Seychellen · Sierra Leone · Somalië · Soedan · Swaziland · Tanzania · Tsjaad · Togo · Tunesië · Zambia · Zimbabwe · Zuid-Afrika · Zuid-Soedan
Niet algemeen erkende landen: Somaliland · Westelijke Sahara
Afhankelijke gebieden: Mayotte · Réunion (onofficieel) · Saint Helena, Ascension and Tristan da Cunha (onofficieel)